# João de Deus da Conceição
Frei João de Deus da Conceição (Torre de Moncorvo, ? – Chacim, ?) foi um padre católico português, tendo sido o primeiro português a ter professado na Congregação dos Padres Marianos da Imaculada Conceição, por mão do próprio Beato Casimiro de S. José, e o tradutor da Regra dos Marianos para língua portuguesa.

## Biografia
João de Deus da Conceição nasceu na vila transmontana de Torre de Moncorvo, no século XVIII.
Antes de 1753, encontra-se a residir em Lisboa, onde, a 10 de outubro, chega também Casimiro de São José Wyszynski, com o intuito de trazer os marianos a Portugal, convidado pelo Reverendo António Salazar, também ele natural de Torre de Moncorvo que, juntamente com João de Deus da Conceição, tinham tentado fundar um instituto masculino em honra da Senhora da Conceição. Depois de atraiçoados por António Salazar e desentendimentos entre ambos, Frei Casimiro é ajudado pelos amigos e benfeitores, especialmente pelo agora adversário de Salazar, João de Deus da Conceição;
A 25 março de 1754, João de Deus da Conceição professa na congregação mariana em Lisboa, por mão do próprio Beato Casimiro e recomenda a este escrever ao bispo de Miranda e aos eremitas de Balsamão a pedir a sua incorporação na Ordem Mariana.
A 6 de setembro, juntamente com Frei Casimiro, João de Deus da Conceição chega a Balsamão, tendo sido bem recebidos pelo povo de Chacim e congregados; é escrita uma petição dos congregados de Balsamão ao bispo de Miranda, Frei João da Cruz, para autorizar a sua incorporação na Congregação dos Padres Marianos da Imaculada Conceição e para ter, no sacrário da igreja, o Santíssimo Sacramento.
A 10 de setembro, o então bispo recebe em Bragança o Padre Jerónimo da Trindade, Frei Casimiro e Frei João de Deus da Conceição e promete ajudá-los em tudo o que fosse preciso; pouco depois os três adoecem.
Em 1757, é João de Deus da Conceição o responsável pela tradução para português da Regra dos Marianos.